# Илия (Абрагамов)
Епископ Илия (также Абун Мар Элия Абрахам или Абрагамов или Геваргизов; ок. 1858 — декабрь 1928, Урмия, Персия) — епископ Русской православной церкви заграницей, епископ Супурганский и Урмийский.

## Биография
Родился 1858 году, родом из сирохалдеев (айсор). В его семье до него было 12 несторианских епископов, так как по несторианскому закону, сан епископа переходил из рода в род.
Окончил колледж Американской пресвитерианской миссии в Урмии и три года учился в коллегии в Нью-Йорке. Владел английским, персидским, турецким, сирийским и древнееврейским языками; по-русски на момент присоединения к православию не говорил.
В 1896 году рукоположён в диакона. Впоследствии пострижен в монашество и возведён в сан архимандрита.

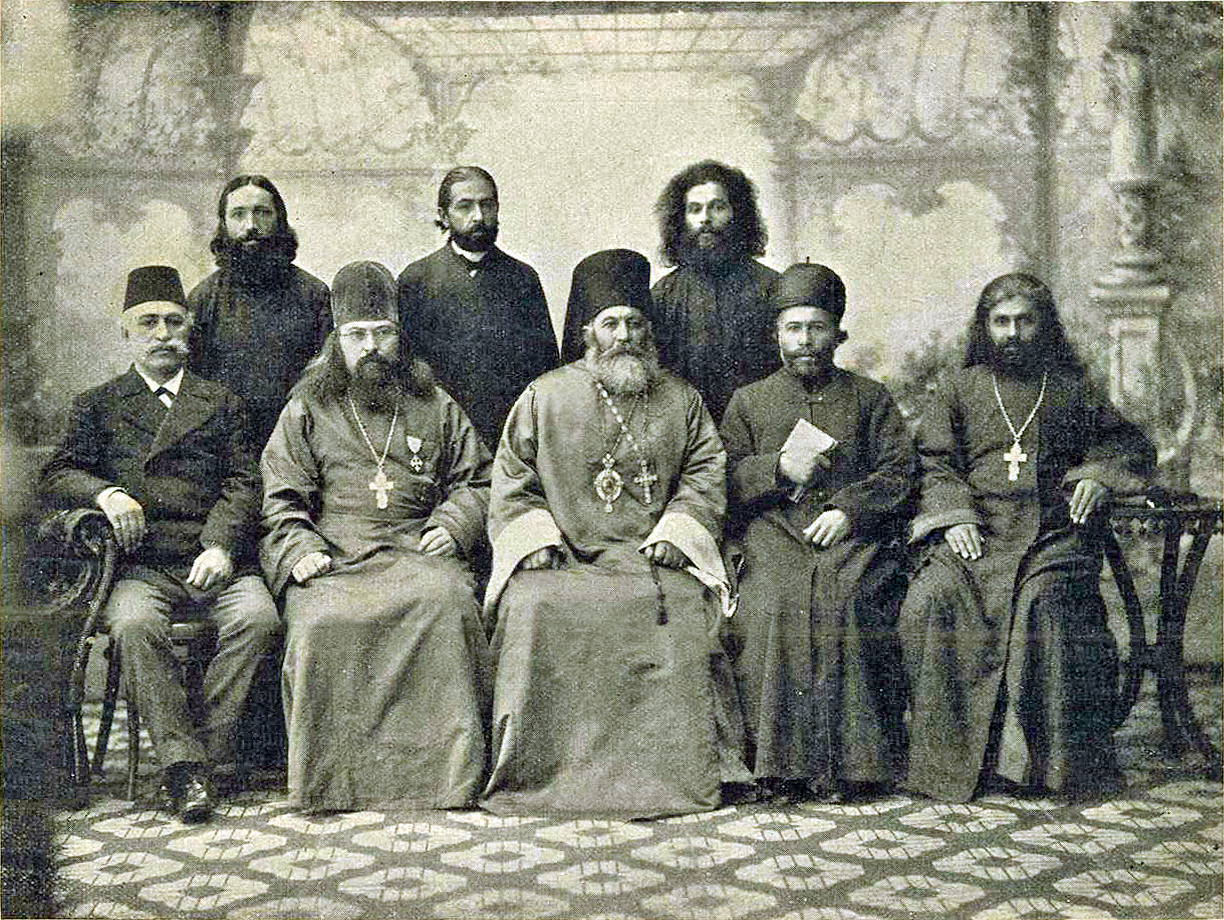
Архимандрит Илия (второй справа в нижнем ряду)

25 марта 1898 года в праздник Благовещения в Санкт-Петербурге вместе с епископом Ионой и другими представителями сиро-халдейского народа воссоединён с Православной Церковью и после этого служил в учреждённой тогда же Урмийской (Персидской) духовной миссии.
Был вольнослушателем духовных академий в России.
25 января 1904 году в Свято-Троицком соборе Александро-Невской Лавры в Санкт-Петербурге хиротонисан во епископа Тер-Гяварского, викария престарелого Мар-Ионы. Хиротонию возглавил митрополит Антоний (Вадковский). Синод определил, чтобы ему подчинялась южная, Барандузская часть Урмии.
После кончины Мар-Ионы в 1910 году, Map-Илия управлял епархией Супурганской и Урмийской.
Претендовал на главенство в Урмийской миссии, в связи с чем вступил в конфликт с её главой Пименом (Белоликовым).
В 1921 году, поскольку общение с Патриархом Московским Тихоном стало невозможным, Епископ Илия вступил в общение, а затем и присоединился к Русской Православной Церкви Заграницей.
Скончался в декабре 1928 года в Урмии.